# Simón Candau Superville
Simón Candau Supervielle (Francia, 27 de enero de 1783 - El Coronil, 1 de septiembre de 1854) fue un propietario agrícola liberal andaluz del siglo XIX.
Realmente su segundo apellido es Superviélle y ha sido transcrito como Superville en algunas pocas fuentes de forma errónea.
Originario  de  SAUCEDE. 64400. PYRINEES-ATLANTIQUES.AQUITAINE (FRANCIA), vino a España a principios del siglo XIX, llegando a El Coronil donde contrae matrimonio, fundando la rama española de la familia Candau.
Fue arrendatario discreto desde finales del siglo XVIII de las tierras de los Medinaceli en la zona de la campiña sevillana. Se pondría a la cabeza de la lucha antiseñorial contra la Casa Ducal de Medinaceli y contra el Duque de Osuna en Morón, militando las filas liberales y teniendo su descendencia el liderazgo político en toda la comarca. Irá adquiriendo con la desamortización eclesiástica y civil tierras en propiedad en Utrera, Morón, Arahal y El Coronil convirtiéndose en una de las familias de la burguesía agraria sevillana.
De este hombre se daría lugar a personajes de la talla del político Francisco de Paula Candau Acosta, su hijo.